# The Servant Problem; or, How Mr. Bullington Ran the House
The Servant Problem; or, How Mr. Bullington Ran the House è un cortometraggio muto del 1912. Non si conosce il nome del regista del film, sceneggiato da W.A. Tremayne.

## Produzione
Il film fu prodotto dalla Vitagraph Company of America.

## Distribuzione
Distribuito dalla General Film Company, il film - un cortometraggio di 225 metri - uscì nelle sale cinematografiche statunitensi il 22 novembre 1912 e in quelle britanniche il 1º marzo 1913.